# Litoporus yucumo
Litoporus yucumo är en spindelart som beskrevs av Huber 2000. Litoporus yucumo ingår i släktet Litoporus och familjen dallerspindlar.
Artens utbredningsområde är Bolivia. Inga underarter finns listade i Catalogue of Life.